# Domnall ua Néill
Domnall ua Néill, död 980, var en irländsk monark. 
Han var kung av Ailech 943–980 och Irlands högkung mellan 956 och 980. 
Han beskrivs som en effektiv monark, som introducerade goda militära reformer och var inblandad i en fejd med sin svåger kung Amlaíb Cuarán av Dublin.